# Ciutat de Barcelona 1994
Il Ciutat de Barcelona 1994 è stato un torneo di tennis facente parte della categoria ATP Challenger Series nell'ambito dell'ATP Challenger Series 1994. Il torneo si è giocato a Barcellona in Spagna dal 19 al 25 settembre 1994 su campi in terra rossa.

## Vincitori

### Singolare
Alberto Berasategui ha battuto in finale  Carl-Uwe Steeb con il punteggio di 6–3, 7–5

### Doppio
Sergio Casal /  Emilio Sánchez hanno battuto in finale  Francisco Clavet /  Àlex Corretja con il punteggio di 6–2, 7–5